# París-Roubaix 2001
La París-Roubaix 2001 fou la 99a edició de la París-Roubaix. La cursa es disputà el 15 d'abril de 2001 i fou guanyada pel neerlandès Servais Knaven, que s'imposà en solitari en la meta al velòdrom André Pétrieux de Roubaix. Johan Museeuw i Romāns Vainšteins, companys d'equip del vencedor, foren segon i tercer respectivament. Aquesta era la tercera cursa de la Copa del Món de ciclisme.

## Classificació final
|    | Ciclista                | Equip                 | Temps      |
| -- | ----------------------- | --------------------- | ---------- |
| 1  | Servais Knaven (NED)    | Domo-Farm Frites      | 6h 45' 00" |
| 2  | Johan Museeuw (BEL)     | Domo-Farm Frites      | + 34"      |
| 3  | Romāns Vainšteins (LAT) | Domo-Farm Frites      | + 41"      |
| 4  | George Hincapie (USA)   | US Postal             | + 41"      |
| 5  | Wilfried Peeters (BEL)  | Domo-Farm Frites      | + 41"      |
| 6  | Ludo Dierckxsens (BEL)  | Lampre-Daikin         | + 41"      |
| 7  | Steffen Wesemann (SUI)  | Team Deutsche Telekom | + 41"      |
| 8  | Andrei Txmil (BEL)      | Lotto-Adecco          | + 2' 35"   |
| 9  | Chris Peers (BEL)       | Cofidis               | + 2' 35"   |
| 10 | Rolf Sørensen (DEN)     | CSC-Tiscali           | + 2' 59"   |